# Cröllwitzer Pute

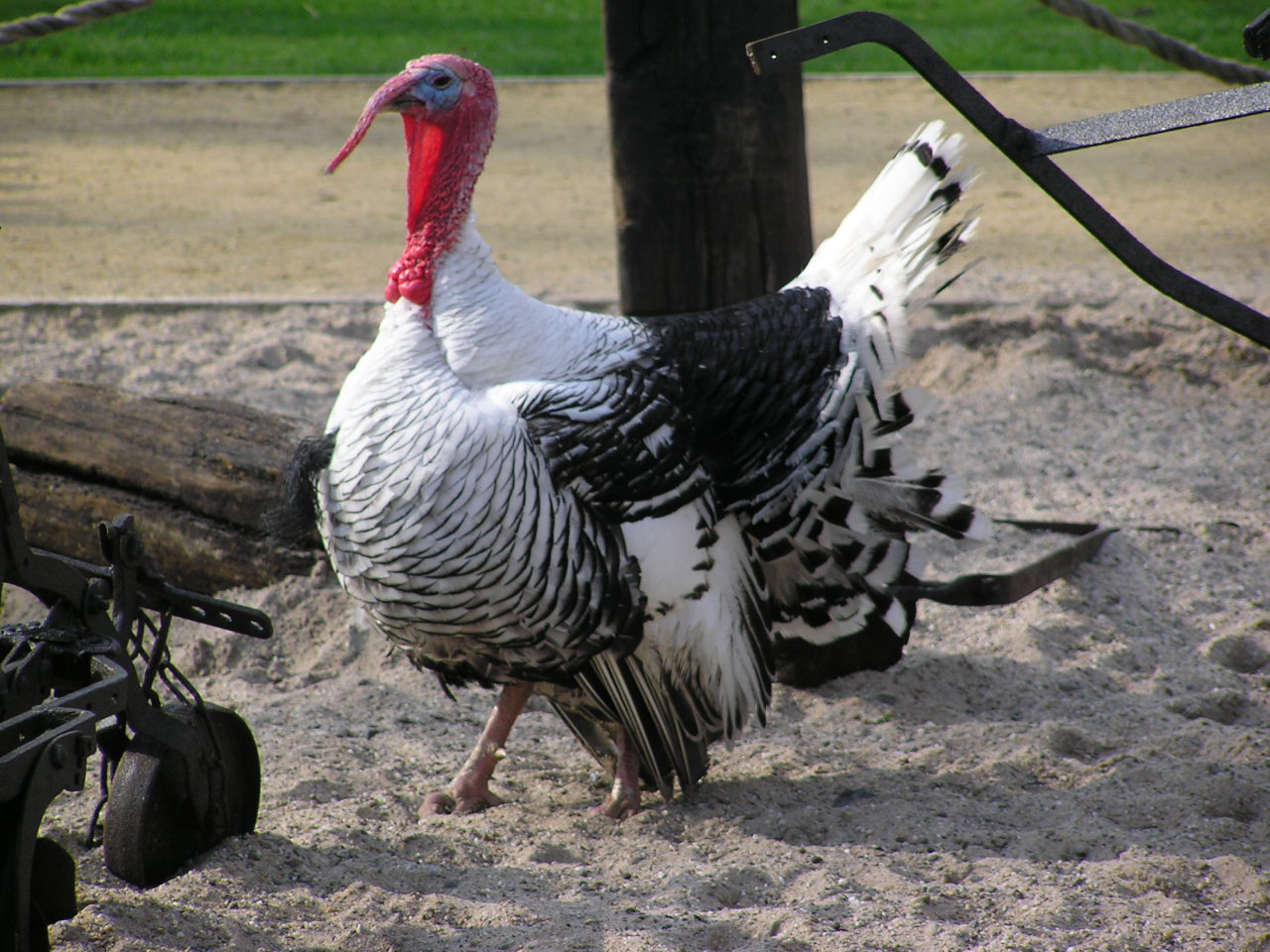
Cröllwitzer Pute

Die Cröllwitzer Pute ist ein Farbschlag der Deutschen Pute.

## Merkmale

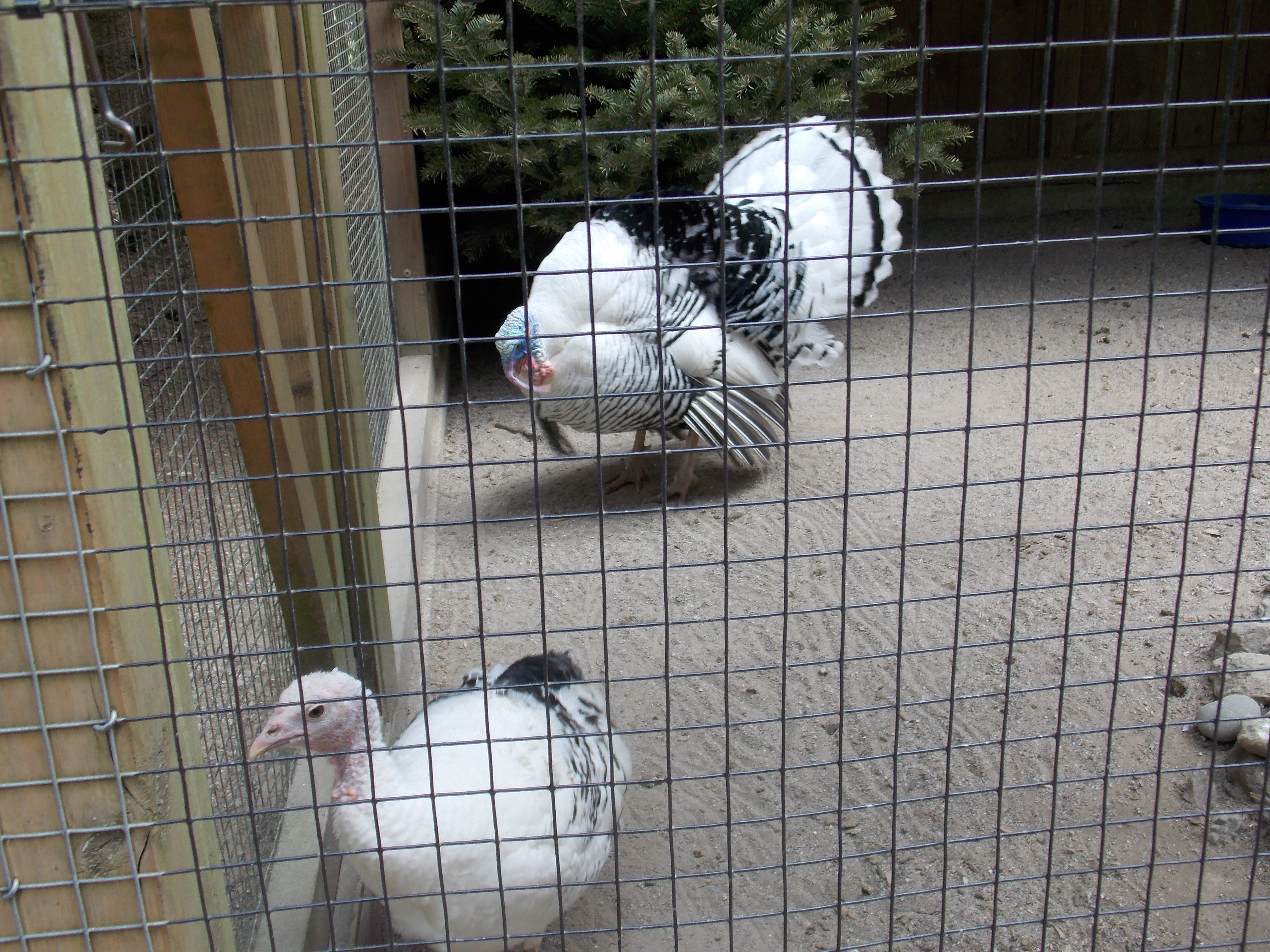
Ein Zuchtpaar von Cröllwitzer Puten

Cröllwitzer zählen zu den leichten Putenrassen. Hennen wiegen zwischen 4 und 5 Kilogramm, Hähne zwischen 7 und 8 Kilogramm. Die Hauptfarbe der Cröllwitzer Pute ist weiß. Der Hals ist reinweiß, wobei bei den Althähnen ein leicht gesäumter Hals zulässig ist. An Brust und Rücken beginnend, weist jede Feder am Ende einen schwarzen Saum auf, der an der Brust mit einem 1–2 mm breiten Silbersaum, auf dem Rücken mit einem etwas breiteren weißen Saum abschließt. Beim Hahn ist ein schwarzer Oberrücken zulässig. Beim Hahn wirkt die Brustzeichnung schuppenartig, bei der Henne ist sie nicht so stark ausgeprägt. An Rücken, Schultern, Körperseiten und Schwanzdecken ist die Zeichnung stärker ausgeprägt. Die großen Schwanzdeckfedern und die Schwanzfedern zeigen ein schwarzes Querband mit einem breiten weißen Endsaum. Die Flügelbinden schließen mit einem schwarzen Endsaum ab. Die Armschwingen sind weiß, wobei die Außenfahnen am Ende schwarz auslaufen. Die Handschwingen sind schwarzgrau mit weißem Kiel. Die Läufe der Cröllwitzer Puten sind fleischfarbig bis rot.
Die Legeleistung der Hennen liegt zwischen 20 und 40 Eiern pro Jahr. Das Bruteiermindestgewicht liegt bei 70 Gramm. Die Eierschale ist gelbbraun mit dunkelbraunen Punkten.

## Herkunft und Verbreitung
Alfred Beeck (1855–1935), der zwischen 1900 und 1920 als Begründer und Direktor der ersten staatlichen Lehr- und Versuchsanstalt für Geflügelzucht in Halle-Cröllwitz tätig war, gilt als Herauszüchter der Cröllwitzer Pute. 1936 wurden Cröllwitzer Puten auf dem Weltgeflügelkongress in Leipzig ausgestellt. In den Vereinigten Staaten führt dieser Farbschlag den Namen Royal Palm. In einer Bestandserhebung im Jahr 2013 gab es 187 männliche und 413 weibliche Cröllwitzer Puten in 136 Zuchten in Deutschland.

## Besonderheiten
Aufgrund ihres geringen Gewichts werden die Tiere als „Portionsputen“ bezeichnet. Die Puten gelten als beste und zuverlässigste Brüterinnen und brüten auch fremde Geflügeleier aus. Dies geschah beispielsweise 2020 im Tierpark Berlin. Die Henne brütete die Eier von Brahmahühnern aus und zog sogar die Küken auf. Die Cröllwitzer Pute steht bei der Gesellschaft zur Erhaltung alter und gefährdeter Haustierrassen auf der roten Liste und ist als gefährdet eingestuft.